# Giuseppe Tirinnanzi
Giuseppe Tirinnanzi (Firenze, 1887 – Legnano, 4 giugno 1976) è stato un poeta italiano.

## Storia
Proveniente da una famiglia fiorentina di commercianti, per problemi familiari dovette abbandonare gli studi universitari e trasferirsi al Nord, prima a Milano e poi in provincia, a Legnano, dove accettò un incarico di insegnante di italiano, greco e latino in un istituto locale.

## Stili ed influenze
Sin da giovane, ebbe un'intensa attività poetica che non si interruppe mai. Il suo primo volume di poesie Carmina  nova, con una prefazione di Roberto Mandel, è datato 1941, cui fece seguito  un'opera di saggistica Processo ai  genitori. Altre opere successive trattavano tematiche  che variavano dall'amore alla politica, ai fatti di costume trattato nella maniera appassionata tipica toscana alla maniera di Trilussa, ma con sferzate che possono ricordare anche Marziale o la satira oraziana.
Riesce a comporre versi efficaci nel trattare con amara vigoria la satira civile, mentre è misurato e signorile nelle poesie amorose. Per altri aspetti, invece, si rivela un contemplativo solitario, incantato dalla natura. Nella poesia descrittiva il suo verso acquista una bella sonorità toscana, una musicalità suggestiva, un ritmo che non di rado tende al maestoso.
L'ultimo suo  volume prima della sua morte fu Mezzo secolo e più di poesia. Tra i molti riconoscimenti avuti, citiamo il Premio letterario "International Adward consegnato dall'International Institute of Arts and Letters" e la “tessera d'oro” della Famiglia Legnanese, quale cittadino benemerito di Legnano. Questo sodalizio ha istituito a suo nome, dal 1980, il premio di poesia inedita, mentre l'Amministrazione comunale, nel centenario della nascita, gli ha dedicato una piazza.
| Controllo di autorità | VIAF (EN) 90320608 · ISNI (EN) 0000 0004 1966 0105 · SBN SBLV024603 |